# Inferno nel deserto
Inferno nel deserto (Sundown) è un film del 1941 prodotto negli Stati Uniti e diretto da Henry Hathaway.

## Trama
Nel corso della seconda guerra mondiale la figlia adottiva di un trafficante di armi arabo fa il doppio gioco in favore degli inglesi.

## Produzione
Il film fu prodotto dalla Walter Wanger Productions.
Venne girato nel New Mexico e in California

## Distribuzione
Distribuito dall'United Artists, venne presentato in prima a Los Angeles il 16 ottobre 1941, uscendo poi nelle sale USA il 31 ottobre.

### Premi e nomination
Premi Oscar 1942
- Nomination migliore fotografia - bianco e nero per Charles Lang
- Nomination migliore scenografia - bianco e nero per Alexander Golitzen e Richard Irvine
- Nomination migliore colonna sonora - film drammatico o commedia per Miklós Rózsa